# European Journal of Inorganic Chemistry
European Journal of Inorganic Chemistry (abreviado como Eur. J. Inorg. Chem.)  es una revista científica revisada por pares que publica artículos sobre química inorgánica. La revista pertenece a la 'Editorial Union of Chemical Societies (EUChemSoc), una organización que agrupa a 14 sociedades europeas de química pertenecientes a diversos países.
De acuerdo con el Journal Citation Reports, el factor de impacto de esta revista era 2,942 en 2014. El editor es Rinaldo Poli, de la École nationale supérieure des ingénieurs en arts chimiques et technologiques (ENSIACET) perteneciente al Instituto Politécnico Nacional de Toulouse, Francia, y del Instituto Universitario de Francia.

## Historia
La creación de la revista se produjo por la fusión de varias revistas europeas de química pertenecientes a diferentes sociedades científicas nacionales:
- Acta Chimica Hungarica, Models in Chemistry
- Anales de Química
- Bulletin des Sociétés Chimiques Belges
- Bulletin de la Société Chimique de France
- Chemische Berichte
- Chimika Chronika
- Gazzetta Chimica Italiana
- Recueil des Travaux Chimiques des Pays-Bas
- Revista Portuguesa de Química